# Karra Elejalde
Karra Elejalde, né le 10 octobre 1960 à Vitoria-Gasteiz, Alava, Espagne est un acteur espagnol.

## Filmographie

### Cinéma
- 1992 : Vacas de Julio Medem : Ilegorri / Lucas
- 1993 : Action mutante (Acción mutante) d'Álex de la Iglesia : José Óscar 'Manitas' Tellería
- 1993 : L'Écureuil rouge (La ardilla roja) de Julio Medem : Antón
- 1993 : Kika de Pedro Almodóvar : policier
- 1994 : Días contados d'Imanol Uribe : Rafa
- 1995 : Saut dans le vide (Salto al vacío) de Daniel Calparsoro : Juancar
- 1996 : Tierra de Julio Medem : Patricio
- 1997 : Airbag de Juanma Bajo Ulloa : Juantxo
- 1999 : La Secte sans nom (Los sin nombre) de Jaume Balagueró : Massera
- 2007 : Timecrimes (Los cronocrímenes) de Nacho Vigalondo : Héctor
- 2010 : Biutiful d'Alejandro González Iñárritu : Mendoza
- 2010 : Même la pluie (También la lluvia) d'Icíar Bollaín : Antón / Christophe Colomb
- 2012 : Invasor de Daniel Calparsoro : Baza
- 2014 : Ocho apellidos vascos d'Emilio Martínez-Lázaro : Koldo
- 2019 : Lettre à Franco (Mientras dure la guerra) d'Alejandro Amenábar : Miguel de Unamuno
- 2021 : Froid mortel (Bajocero) de Lluís Quílez : Miguel

## Distinctions

### Nominations
- 2014 : José María Forqué Awards du meilleur acteur dans un drame romantique pour Ocho apellidos vascos (2014).
- Tarazona y el Moncayo Comedy Film Festival 2014 : Nomination au Prix du meilleur acteur comique.
- 31e cérémonie des Goyas 2017 : Meilleur acteur dans un second rôle dans un drame biographique pour 100 mètres (100 metros) (2016).
- 2018 : CinEuphoria Awards (es) du meilleur acteur dans un second rôle dans un drame historique pour 100 mètres (100 metros) (2016).
- 2020 : Fotogramas de Plata du meilleur acteur de film dans un drame historique pour Lettre à Franco (2019) pour le rôle de Miguel de Unamuno.
- 34e cérémonie des Goyas 2020 : Meilleur acteur dans un drame historique pour Lettre à Franco (2019) pour le rôle de Miguel de Unamuno.
- 2020 : Días de Cine Awards du meilleur acteur espagnol dans un drame historique pour Lettre à Franco (2019) pour le rôle de Miguel de Unamuno.
- 2020 : José María Forqué Awards du meilleur acteur dans un drame historique pour Lettre à Franco (2019) pour le rôle de Miguel de Unamuno.
- 2020 : The Platino Awards for Iberoamerican Cinema du meilleur acteur principal dans un drame historique pour Lettre à Franco (2019) pour le rôle de Miguel de Unamuno.

### Récompenses
- 25e cérémonie des Goyas 2011 : Meilleur acteur dans un second rôle dans un drame pour Même la pluie (También la lluvia) (2010).
- Turia Awards 2014 : Lauréat du Prix Spécial du meilleur acteur dans un second rôle dans un drame romantique pour Ocho apellidos vascos (2014).
- 29e cérémonie des Goyas 2015 : Meilleur acteur dans un second rôle dans un drame romantique pour Ocho apellidos vascos (2014).
- 2015 : Spanish Actors Union du meilleur acteur dans un second rôle dans un drame romantique pour Ocho apellidos vascos (2014).
- 2017 : Gaudí Awards du meilleur acteur principal dans un drame historique pour 100 mètres (100 metros) (2016).
- 2018 : CinEuphoria Awards (es) de la meilleure distribution dans un drame historique pour 100 mètres (100 metros) (2016) partagé avec Bruno Bergonzini, Manuela Couto, Maria de Medeiros, Alba Ribas, Andrés Velencoso, Dani Rovira, Alexandra Jiménez, David Verdaguer, Ricardo Pereira et Clara Segura.
- 2019 : Festival Internacional de Cine y la Palabra du meilleur acteur principal dans un drame historique pour Lettre à Franco (2019) pour le rôle de Miguel de Unamuno.
- 2020 : Gaudí Awards du meilleur acteur principal dans un drame historique pour Lettre à Franco (2019) pour le rôle de Miguel de Unamuno.
- 2020 : Spanish Actors Union du meilleur acteur principal dans un drame historique pour Lettre à Franco (2019) pour le rôle de Miguel de Unamuno.
- Medina Film Festival 2023 : Lauréat du Prix d'Honneur Roel.
- 2022 : Médaille d'or du mérite des beaux-arts, décernée par le Ministère de l'Éducation, de la Culture et des Sports espagnol[1].